# Ricardo Barbero
Ricardo Barbero (Madrid, 1985- 17 de desembre de 2019) va ser un karateka espanyol. Va ser dues vegades subcampió d'Europa en la categoria de 84 quilos i va guanyar 22 títols nacionals en diverses categories.
Barbero va entrenar a les ordres de Miquel Àngel López, un dels tècnics més importants del karate espanyol.
Es va proclamar campió d'Europa i del món de karate. Va guanyar la medalla de bronze als Campionats d'Espanya de karate. L'any 2009 va rebre el Premi President Companys atorgat per la Plataforma Pro Seleccions Esportives Catalanes per la seva defensa de les seleccions esportives catalanes.
Va morir d'un infart a Madrid el 17 de desembre de 2019.